# Unione Sportiva Pistoiese 1963-1964
Questa pagina raccoglie le informazioni riguardanti l'Unione Sportiva Pistoiese nelle competizioni ufficiali della stagione 1963-1964.

## Rosa
| N. |                   | Ruolo | Calciatore         |
| -- | ----------------- | ----- | ------------------ |
|    | Italia (bandiera) | C     | Paolo Bessi        |
|    | Italia (bandiera) | C     | Renzo Carpini      |
|    | Italia (bandiera) | A     | Mario Castellazzi  |
|    | Italia (bandiera) | D     | Cesare Filippini   |
|    | Italia (bandiera) | C     | Lino Golin         |
|    | Italia (bandiera) | A     | Federico Jaconissi |
|    | Italia (bandiera) | P     | Maestri Giorgio    |
|    | Italia (bandiera) | D     | Sergio Magelli     |
|    | Italia (bandiera) | D     | Mario Mori         |
|    | Italia (bandiera) | C     | Fabrizio Nicoletti |

| N. |                   | Ruolo | Calciatore         |
| -- | ----------------- | ----- | ------------------ |
|    | Italia (bandiera) | C     | Angelo Ogliari     |
|    | Italia (bandiera) |       | Porri              |
|    | Italia (bandiera) | D     | Antonio Rossi      |
|    | Italia (bandiera) | A     | Silvio Smersy      |
|    | Italia (bandiera) | P     | Dante Soldi        |
|    | Italia (bandiera) | A     | Narciso Taffarello |
|    | Italia (bandiera) | C     | Gianni Tanello     |
|    | Italia (bandiera) | D     | Romolo Tuci        |
|    | Italia (bandiera) | D     | Osvaldo Verdi      |